# ورق‌باز
ورق‌باز (انگلیسی: The Card Player) یک فیلم ایتالیایی در سبک ترسناک به کارگردانی داریو آرجنتو است که در سال ۲۰۰۴ منتشر شد.
از بازیگران آن می‌توان به لیام کانینگهام و آدآلبرتو ماریا مرلی اشاره کرد.

## موضوع فیلم
این فیلم راجع به یک قاتل سریالی است که او را با نام «ورق باز» می‌شناسند.